# Астнер, Мартина
Мартина Астнер (Хорнбахер) — австрийская вокалистка, известная своим участием в таких группах, как Alas, Dreams of Sanity и Korova, но, главным образом, благодаря сотрудничеству с симфо-метал группой Therion на записи двух альбомов и в концертных выступлениях в период между 1998 и 1999 годами. С группой Dreams of Sanity она записала один альбом вместе с другой вокалисткой, Сандрой Шлерет. В 2000 году работала в проекте Эрика Рутана Alas.
В настоящее время сотрудничает с европейской компанией аудиовизуальных проектов Subdivision' Media Point. Также сообщила через свою страницу на MySpace, что будет участвовать в новом трип-хоп проекте под названием Underhill вместе с DJ Dean Rodell.

## Дискография
Мартина принимала участие в записи следующих альбомов:
- Dreams of Sanity — Komödia (1997)
- Korova — Dead Like an Angel (1998)
- Therion — Vovin (1998)
- Therion — Crowning of Atlantis (1999)
- Alas — Absolute Purity (2001)